# Cegani, Ialomița
Cegani este un sat în comuna Bordușani din județul Ialomița, Muntenia, România.

## Personalități
- Cristache Rădulescu, senator